# Mestre Derville
Mestre Derville é um personagem fictício da Comédia Humana de Honoré de Balzac. Nasceu em Noyon em 1794.
É uma das figuras principais em Le Colonel Chabert, (1832-1847). Mas ele reaparece em numerosos romances, sendo um advogado de honestidade inquestionável. Sua reputação de homem honrado é rapidamente reconhecida em Paris.
Sua vida nos romances continua na ‘Comédia’ até 1848. Seu primeiro nome e a data de sua morte não são mencionados.

## Cronologia na Comédia Humana
- Em 1816, em Gobseck (1830), ele é o o segundo clerc no escritório de mestre Bordin depois de três anos estudando direito, e passe neste mesmo ano em sua tese de licença para o direito.
- Em 1818, em Le Colonel Chabert (1832-1847), ele é advogado no tribunal do Seine. Ele recebe o coronel Chabert e aceita cuidar do caso deste morto ressuscitado, por mais inverossímil que a história pareça. Ele tenta recuperar uma parte da fortuna do velho grognard por uma transação (título original do romance) com sua esposa, tornada Condessa Ferraud. Neste mesmo ano, em César Birotteau (1837), ele plaide a favor de César e dá-lhe conselhos precisos quanto à conduta contra o explorador Claparon. Tendo ganho o processo em primeira instância, ele aconselha Madame Birotteau a depositar o bilan da Rainha das rosas, a loja de César Birotteau.
- Em 1819, em Une ténébreuse affaire (1841), ele volta ao escritório de mestre Bordin, com Godeschal por clerc. Tendo reestabelecido a fortuna dos Birotteau, este caso aumenta sua excelente reputação. Ele é mencionado elogiosamente em Splendeurs et misères des courtisanes (1838-1844).
- Em 1820, em Le Père Goriot (publicado em 1835), ele é o advogado do personagem-título, que lhe pede para por em ordem a situação de sua filha Delphine de Nuncingen, muito endividada. Depois, trabalha para o Conde de Restaud, cuja fortuna, que estava ameaçada pelas dívidas contraídas por sua esposa para o amante Maxime de Trailles, Derville salva.
- Em 1822, em Un début dans la vie (publicado em 1844), ele defende os interesses do conde Hugret de Sérisy e aconselha-o a fazer uma viagem a Presles, a seus domínios não muito longe de L'Isle-Adam, a fim de se desembaraçar as intrigas do seu administrador.
- Em 1830, em Splendeurs et misères des courtisanes (publicado entre 1838 e 1844), o duque de Grandlieu o encarrega de pesquisar sobre a fortuna de Lucien de Rubempré, futuro noivo de sua filha Clotilde, e cuja riqueza tem origem desconhecida. O empregado de Derville, Godeschal, encontra os traços de Esther van Gobseck, que Corentin descobre ter um vínculo com Lucien.
- Em 1840, em La Maison Nucingen (publicado em 1838), Derville vende seu escritório a Godeschal e se aposenta.

Ele aparece também em:
- Les Employés ou la Femme supérieure;
- Gobseck;
- La Femme auteur;
- Les Petits Bourgeois;
- Les Méfaits d'un procureur du roi.